# Wenn du Angst hast nimmst du dein Herz in den Mund und lächelst
Wenn du Angst hast nimmst du dein Herz in den Mund und lächelst ist ein Spielfilm der österreichischen Regisseurin Marie Luise Lehner. Premiere war am 19. Februar 2025 bei den 75. Internationalen Filmfestspielen Berlin 2025.

## Handlung
Die zwölfjährige Anna lebt mit ihrer gehörlosen Mutter in einer kleinen Wohnung in Wien. Mit dem Wechsel aufs Gymnasium wird ihr erstmals bewusst, wie groß die sozialen Unterschiede zwischen ihr und ihren Mitschülern sind. Scham mischt sich in ihr Bild von der eigenen Herkunft. Als die Klasse eine Ski-Woche plant, hofft Anna, teilnehmen zu können – ihre Großmutter bietet finanzielle Unterstützung an. Doch kurz darauf kauft ihre Mutter ein Schlafsofa, um Anna mehr Privatsphäre zu ermöglichen, und das Geld reicht nicht mehr. Statt die Wahrheit zu sagen, meldet die Mutter sie krank.
In der Schule findet Anna in Mara eine enge Vertraute. Ihr gesteht sie schließlich, dass sie nicht krank war, sondern sich den Ausflug einfach nicht leisten konnte. Beim Übernachten bei Mara lernt sie deren queeren Vater kennen, der wie Annas Mutter alleinerziehend ist. Die beiden Mädchen halten zusammen – als Paul Interesse an Anna zeigt oder als sich Mitschülerinnen anmaßend über ihre Mutter äußern. Für einen Chorauftritt sucht Anna mit ihrer Mutter in einem Secondhand-Laden nach einem passenden Kleidungsstück und findet eine Bluse, die ihre Mutter während des Konzerts tragen soll. Doch als Anna auf der Bühne steht und ihren Gesang in Gebärdensprache übersetzt, stellt sie enttäuscht fest, dass ihre Mutter nicht wie besprochen die Bluse trägt. Nach dem Auftritt kommt es zum Streit: In ihrer Wut wirft Anna ihr vor, dass sie keine „normale“ Familie seien, dass sie immer anders bleiben würden.
Nach einem Besuch bei der Großmutter, bei dem Anna beobachtet, wie ihre Mutter einen größeren Geldbetrag erhält, offenbart ihr diese eine Nachricht, die alles verändert: Sie ist schwanger – doch sie ist unsicher, ob sie das Kind bekommen möchte. Behutsam spricht sie mit Anna über ihre Zweifel und die Möglichkeit einer Abtreibung. Anna ist zunächst hin- und hergerissen, ihre Gefühle schwanken zwischen Verunsicherung und Ablehnung. Später unternehmen die beiden einen Ausflug ins Schwimmbad. Auf dem Sprungturm erfasst Anna plötzlich die Angst. Ihre Mutter gebärdet ihr liebevoll zu: „Wenn du Angst hast, nimm dein Herz in den Mund und lächle.“ Dann springt Anna.

## Produktion
Wenn du Angst hast, nimmst du dein Herz in den Mund und lächelst ist das Langfilm-Debüt von Marie Luise Lehner. Er wurde gefördert durch das Österreichische Filminstitut, den Filmfonds Wien und das ORF Film/Fernseh-Abkommen. Für die Rolle von Maras Vater wurde Daniel Sea auserkoren, der durch The L Word bekannt wurde, und mit dem Lehner an der Akademie der bildenden Künste Wien studiert hat. Die Musikbeiträge im Film stammen von Tami T. Der Film wurde für die Sektion Forum der 75. Berlinale ausgewählt, wo die Premiere am 19. Februar 2025 Weltpremiere erfolgte.

## Rezeption
Sidney Schering vergab auf filmstarts.de vier von fünf Sternen. Der Film sei eine wunderschön-unaufgeregt erzählte Mutter-Tochter- und Pubertätsgeschichte mit lebensnahen Figuren, die mit inspirierender Selbstverständlichkeit vorführe, wie wir leichter zueinander finden können.
Marian Wilhelm schrieb in der Kleinen Zeitung, dass in der Coming-of-Age-Geschichte rund um das Thema Klassenunterschiede das Spannendste sei, wie Lehner die queeren Lebensrealitäten mehrerer Figuren als vielgestaltige Selbstverständlichkeit erzähle. Das gebe dem Hintergrund ihrer nachdenklichen Geschichte eine bunte Frische.
Rouven Linnarz bewertete die Produktion auf film-rezensionen.de mit acht von zehn Punkten. Marie Luise Lehner gelinge erzählerisch und ästhetisch ein Spagat, der dem Ernst der Themen gerecht werde, aber auch fröhliche und berührende Momente zulasse. Lehner schaffe nichts weniger als einen Jugendfilm zu drehen, der authentisch wirke, nicht gezwungen oder künstlich.
Paul Seidel urteilte auf riecks-filmkritiken.de: „Ein konventioneller Erzählaufbau trifft unbekümmerte Blicke auf die Pubertät, soziale Unterschiede, Zugehörigkeiten. Nicht mit allzu großer Sprengkraft erzählt, aber sensibel ausgearbeitet.“

## Auszeichnungen
Internationale Filmfestspiele Berlin 2025
- Auszeichnung mit dem Teddy Award – Jury Award (Marie Luise Lehner)[8]

Diagonale 2025
- Auszeichnung mit dem Spezialpreis der Jury des Thomas-Pluch-Drehbuchpreises (Marie Luise Lehner)[9]